# Wladimir Sergejewitsch Wassilkowski
Wladimir Sergejewitsch Wassilkowski (russisch Владимир Сергеевич Васильковский; * 16. Juni 1921 in Petrograd; † 13. Mai 2002 in St. Petersburg) war ein sowjetisch-russischer Architekt und Hochschullehrer.

## Leben
Wassilkowskis Vater Sergei Wassilkowski (1892–1960) war Architekt, Stalinpreisträger und lehrte an der Leningrader Muchina-Kunst-Gewerbe-Hochschule (seit 2006 St. Petersburger Stieglitz-Kunst-Gewerbe-Akademie). Er war 1928 wegen Beziehungen zu estnischen Weißgardisten verhaftet und in die Autonome Oblast der Komi verbannt worden mit vorzeitiger Freilassung 1930.
Wassilkowski besuchte 1933–1939 in Leningrad die Kunst-Mittelschule der Akademie der Künste. Seine Lehrer waren Semjon Abugow, Alexei Karew, Iwan Bilibin, D. J. Sagoskin, Sergei Prisselkow und Michail Natarewitsch. Bilibin riet ihm, sich auf Grafik zu spezialisieren. Daneben war Wassilkowski Assistent seines Vaters. Mit einer Zeichnung zum Aufstand der Dekabristen gewann er auf der Ausstellung des Kinderkunstschaffens 1935 in Paris einen Preis. Isaak Brodski lud ihn ein, sein Atelier zu besuchen.
Wassilkowski begann 1939 das Studium am Leningrader Repin-Institut (Nachfolger der Russischen Kunstakademie) in der Architektur-Fakultät. Seine Lehrer waren Grigori Kotow, Alexander Nikolski, Jewgeni Lewinson, Michail Konstantinowitsch Benois und Solomon Samuilowitsch Bronstein. Wassilkowski arbeitete im Atelier Lew Rudnews.
Nach Beginn des Deutsch-Sowjetischen Kriegs arbeitete Wassilkowski bei der Tarnung des Witebsker Bahnhofs und des Leningrader Hippodroms mit. Er wurde für die Flugplatzbauverwaltung des NKWD mobilisiert und legte Flugplätze in der Oblast Leningrad an. Im Winter 1941/1942 studierte er in der Architektur-Fakultät des Repin-Instituts im belagerten Leningrad. Im März 1942 wurde er mit seinem Vater und der Familie über den zugefrorenen Ladogasee nach Wologda evakuiert. Er baute dann mit seinem Vater in Tscherepowez einen Flugplatz. Im Sommer 1943 kam er mit der Familie nach Gurjew und arbeitete im Projekt seines Vaters für den Bau einer Erdölarbeiterstadt durch Gefangene mit. Das Projekt wurde 1946 mit einem Staatspreis ausgezeichnet.
Nach der Rückkehr nach Leningrad 1945 nahm Wassilkowski sein Studium bei Jewgeni Lewinson wieder auf. 1946 heiratete er die Architektin Natalja Michailowna Sacharjina (1927–1995). 1947 wurde er Mitglied der Union der Architekten der UdSSR. Mit seinem Vater projektierte er die Station Wladimirskaja der Metro Sankt Petersburg und weitere Stationen. 1949 schloss Wassilkowski das Studium am Leningrader Repin-Institut bei Jewgeni Lewinson ab.
1949–1960 arbeitete Wassilkowski im Institut LenNIIprojekt für die Projektierung von Forschungsinstituten in Leningrad. Boris Schuwarljow und Sergei Speranski gehörten zu seinen Kollegen. In einer Spezialistengruppe projektierte er das Kirow-Stadion (Chefarchitekt Alexander Nikolski). Auch war Wassilkowski an der Projektierung von Wohnstadtvierteln in Leningrad, Puschkin und anderen Städten der UdSSR beteiligt. Wassilkowski führte einige Projekte für die Erneuerung bzw. den Neubau von Brücken durch. Auch Straßenlaternen entwarf er.
Von 1955 bis 2000 lehrte Wassilkowski an der Muchina-Kunst-Gewerbe-Hochschule (seit 2006 St. Petersburger Stieglitz-Kunst-Gewerbe-Akademie) am Lehrstuhl für Keramik- und Glaskunst. Zu seinen Schülern gehörten Wladimir Waskin und Nelli Saschina. 1966 verteidigte Wassilkowski mit Erfolg seine in der Aspirantur bei Igor Fomin angefertigte Kandidat-Dissertation über kleine Architekturformen an einer städtischen Magistrale. Zusammen mit seinen Studenten initiierte er die Ausstellungen der Keramiker-Gruppe (1976–1986). In den 1990er Jahren lehrte er auch im Atelier für Monumentalmalerei der Malerei-Fakultät des Repin-Instituts.
Wassilkowski schuf Keramik- und Grafik-Serien, Buchillustrationen und Denkmäler für Nikolai Nekrassow, Galina Starowoitowa (2006 mit Grigori Jastrebenezki) sowie Grabsteine für Isaak Brodski (1978), Dmitri Lichatschow u. a.
Wassilkowski starb 2002 und wurde auf dem Friedhof von Komarowo begraben.

## Ehrungen
- Verdienter Künstler der RSFSR (1983)[3]

## Projekte

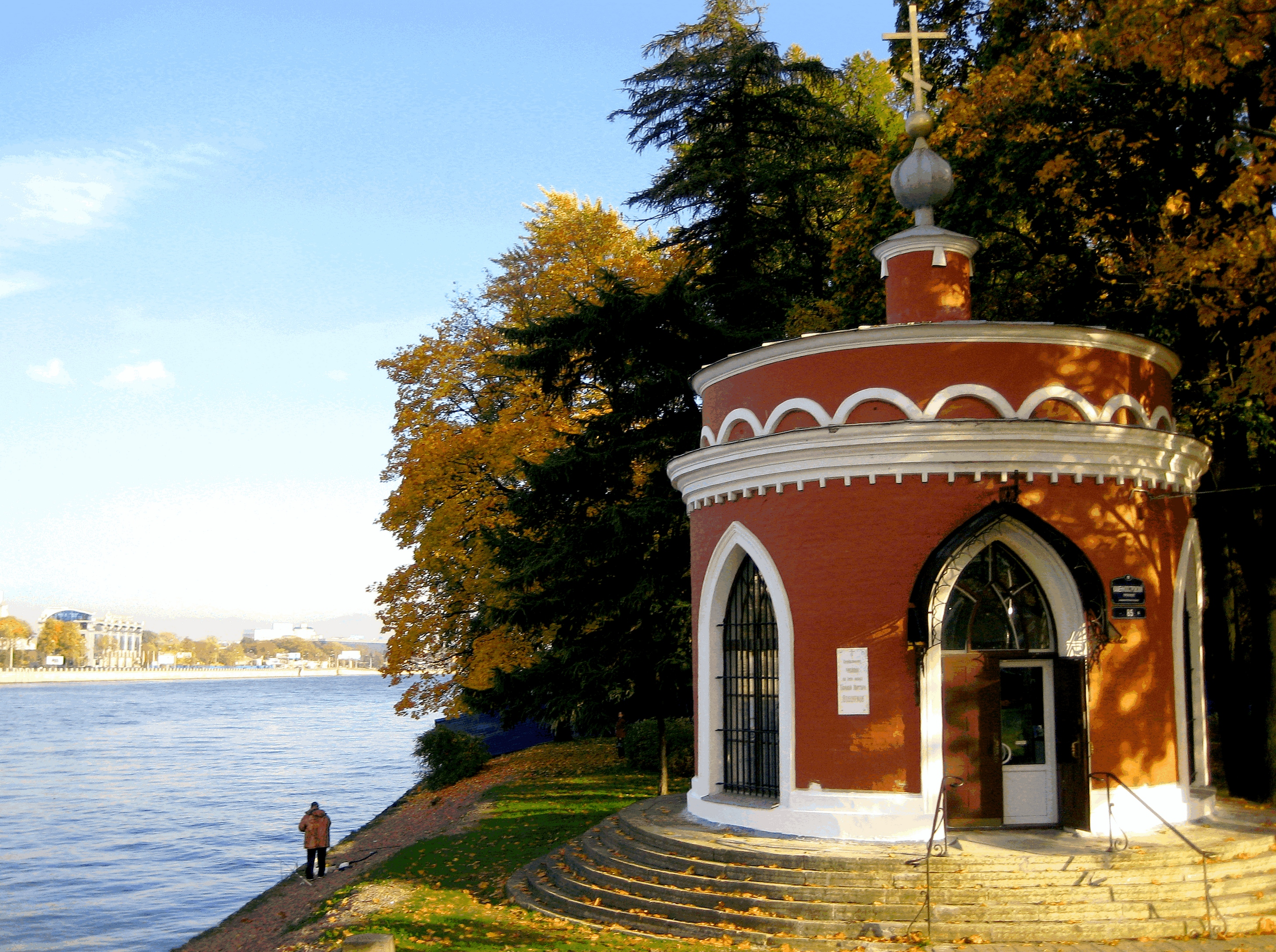
Muttergottes-Kapelle (1953–1954 mit Pjotr Areschew, erneuert 2002), Kamenoostrowski-Schlosspark, St. Petersburg
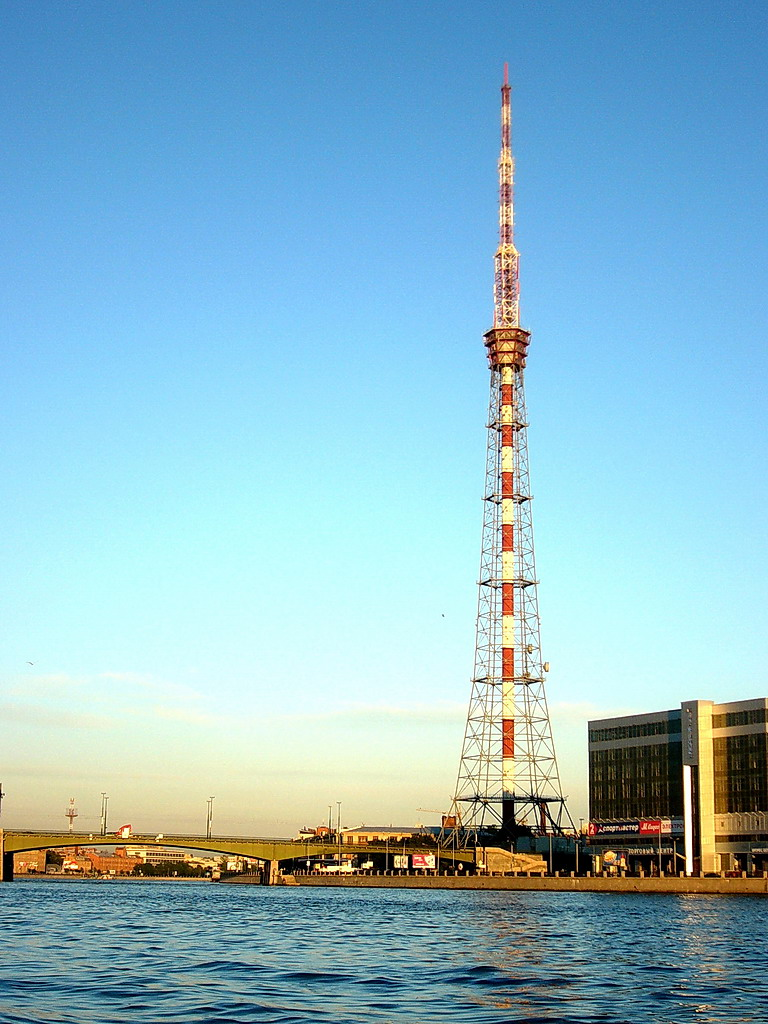
Fernsehturm St. Petersburg (1953–1962)
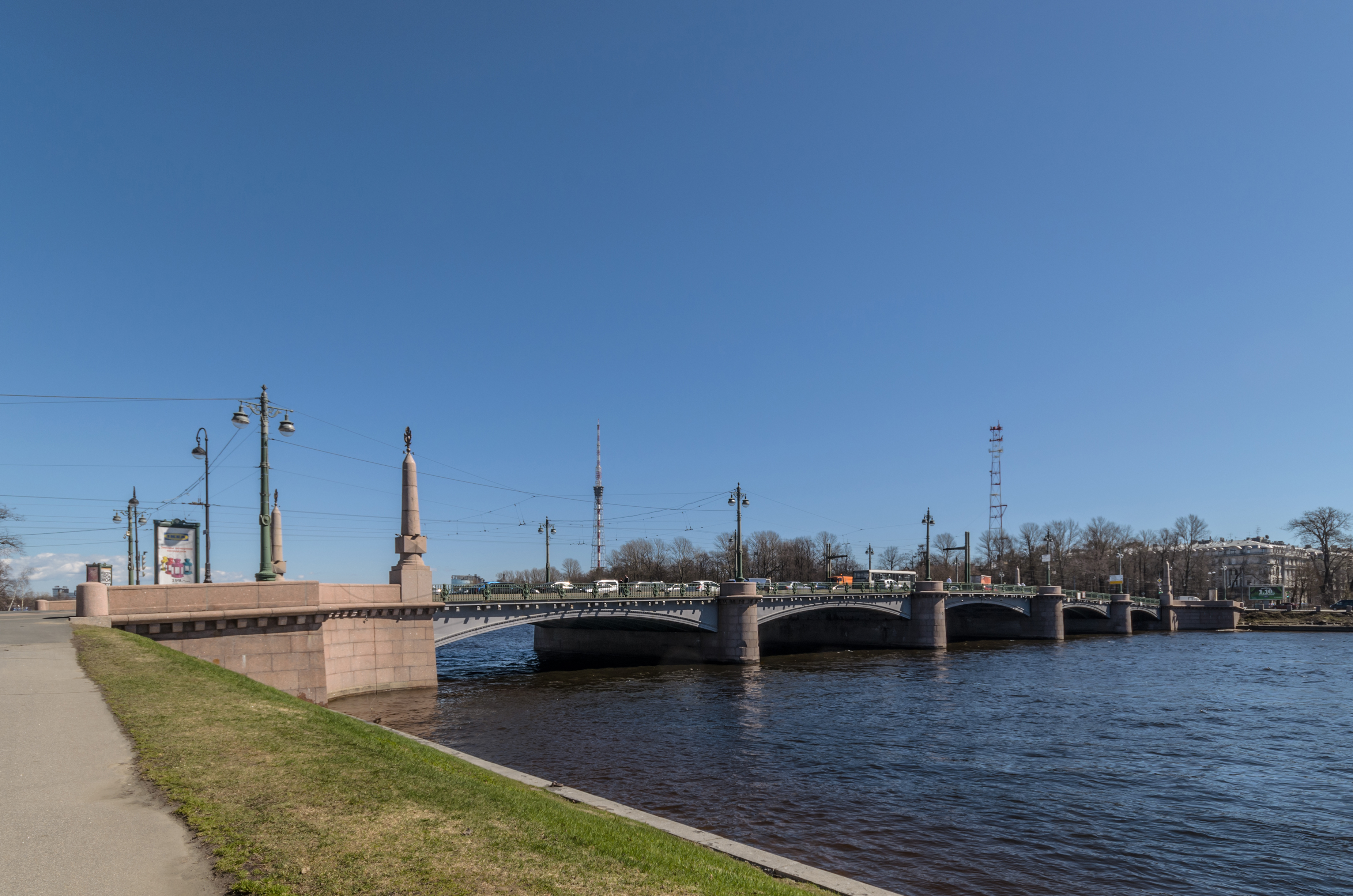
Kamenoostrowski-Brücke (1953–1954 mit Wladimir Demtschenko und Pjotr Areschew), St. Petersburg
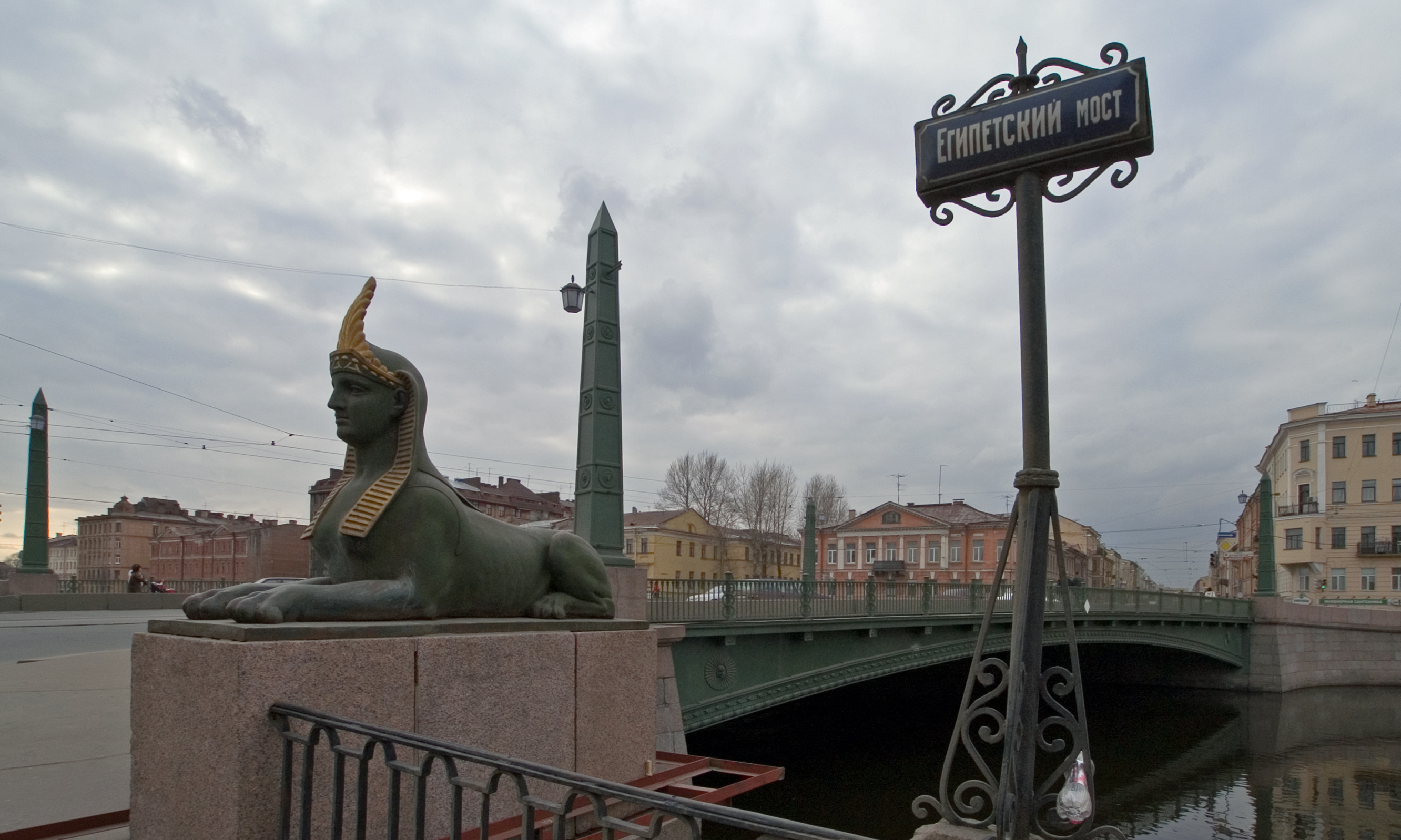
Ägyptische Brücke (1954–1956 mit Wladimir Demtschenko und Pjotr Areschew), St. Petersburg
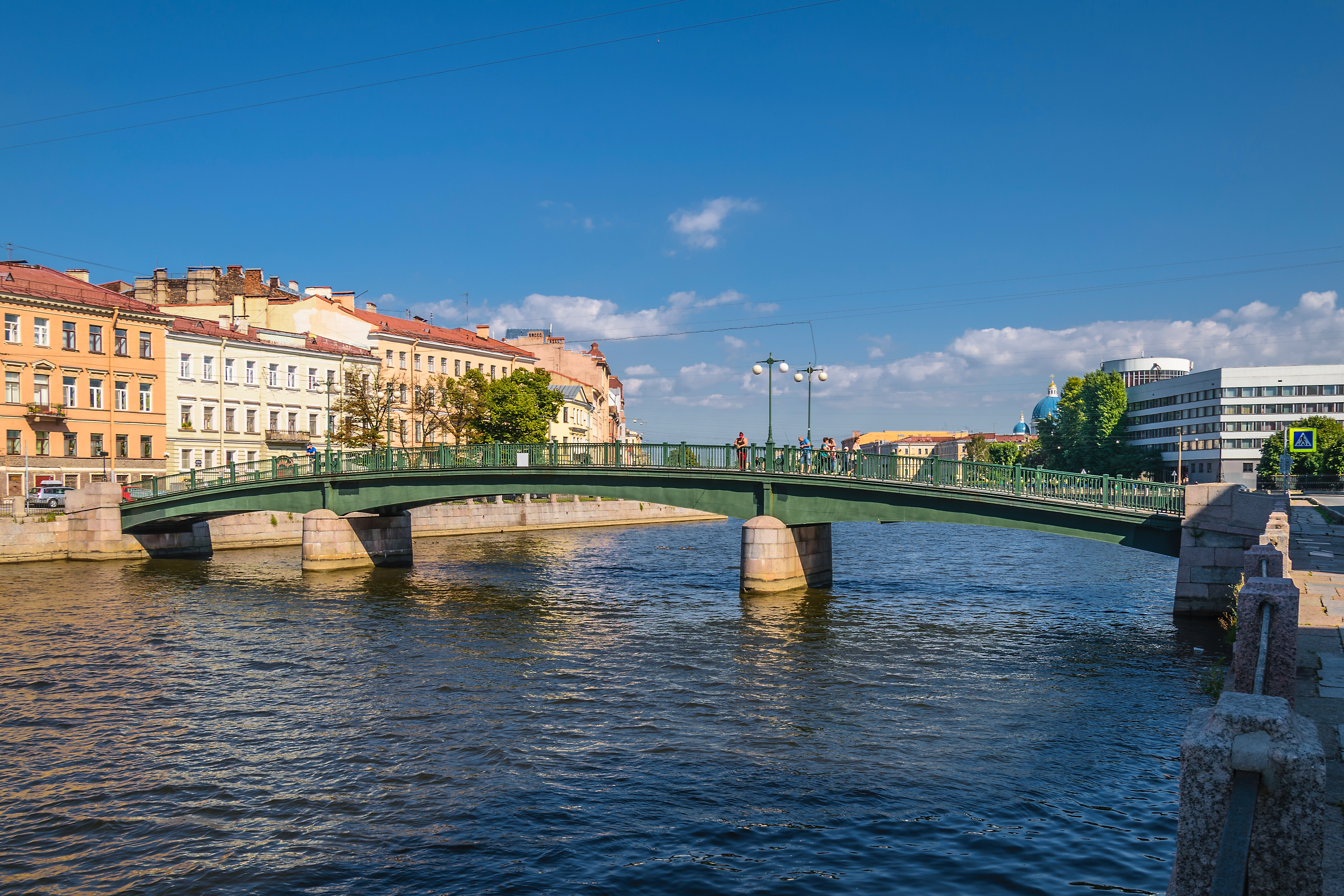
Englische Brücke über die Fontanka (1962–1963 mit Pjotr Areschew)[5], St. Petersburg
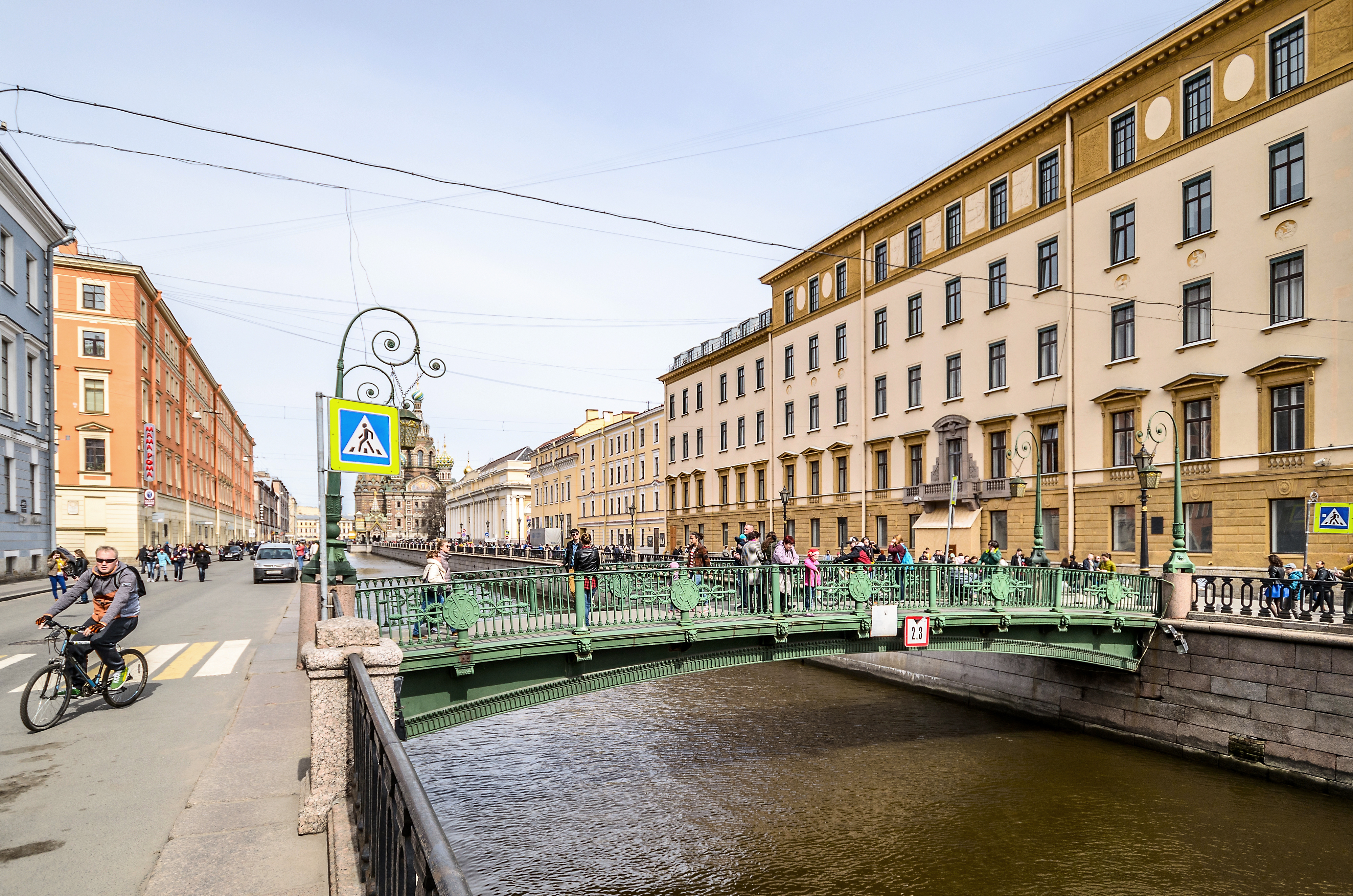
Italienische Brücke (1968) über den Gribojedow-Kanal, St. Petersburg